# اچ‌ام‌ای‌اس تاونزویل (جی۲۰۵)
اچ‌ام‌ای‌اس تاونزویل (جی۲۰۵) (به انگلیسی: HMAS Townsville (J205)) یک کشتی بود که طول آن ۱۸۶ فوت (۵۷ متر) بود. این کشتی در سال ۱۹۴۱ ساخته شد.